# Sesleria caerulea
Sesleria caerulea là một loài thực vật có hoa trong họ Hòa thảo. Loài này được (L.) Ard. miêu tả khoa học đầu tiên năm 1764.

## Hình ảnh

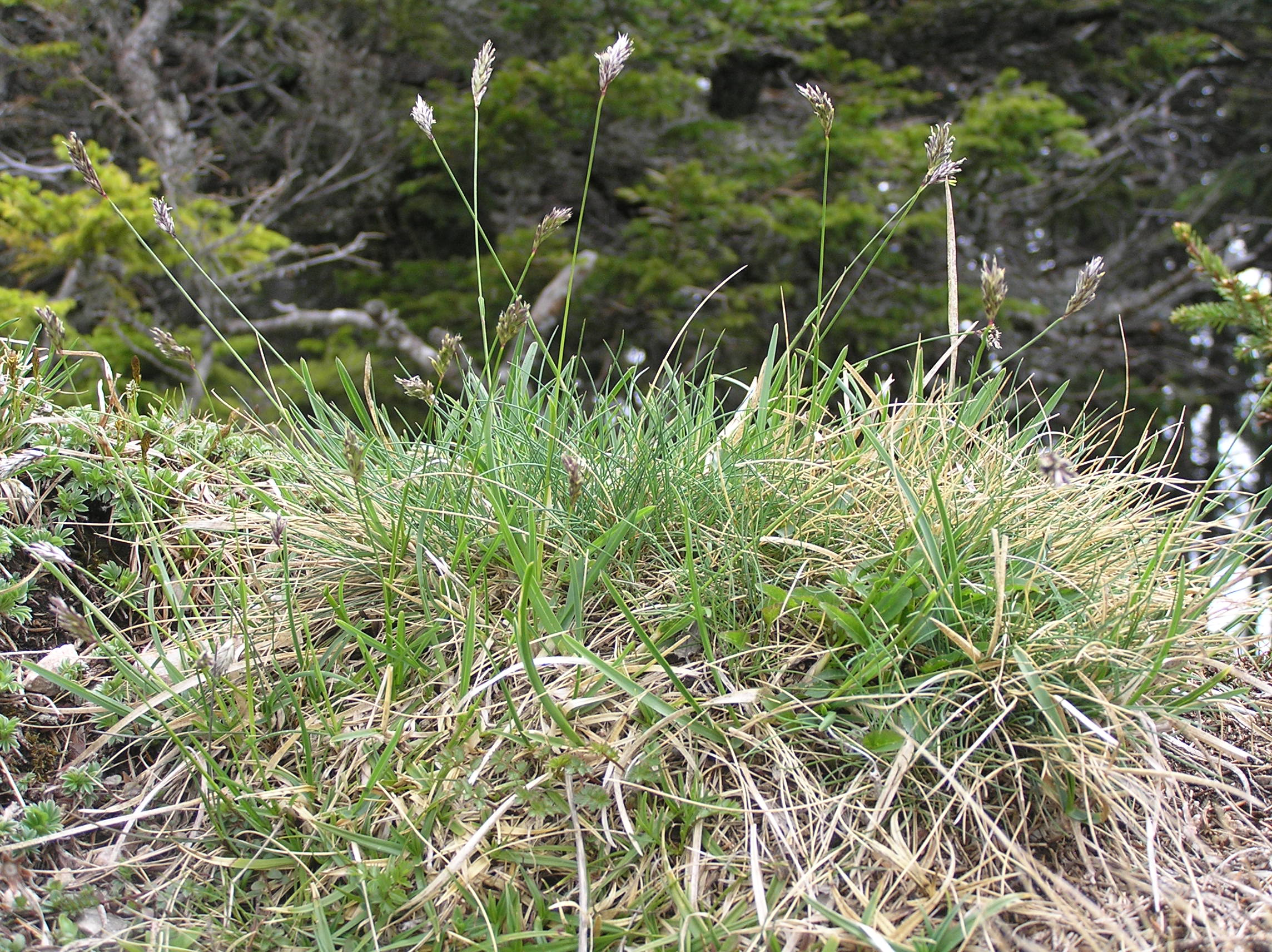
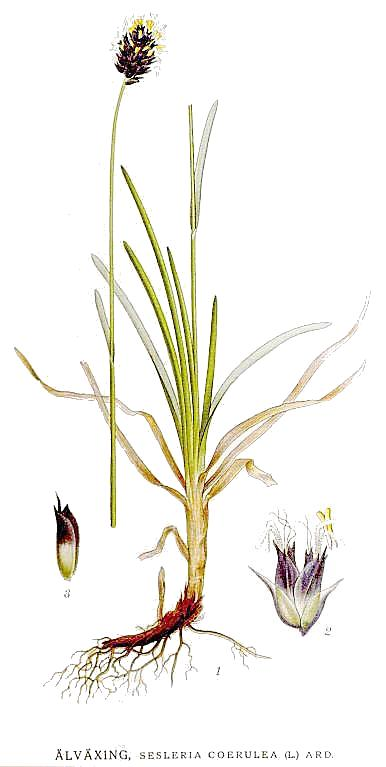
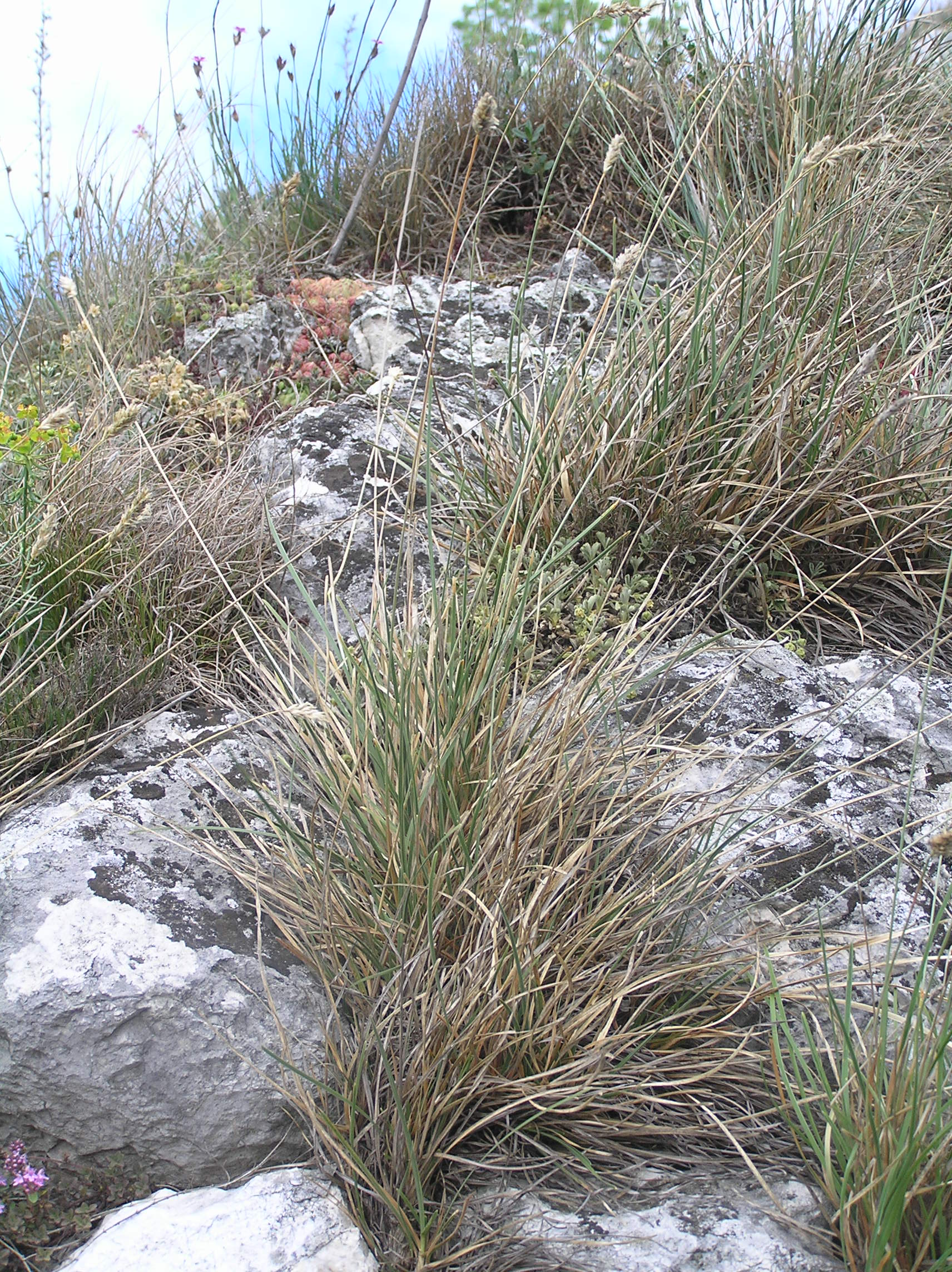
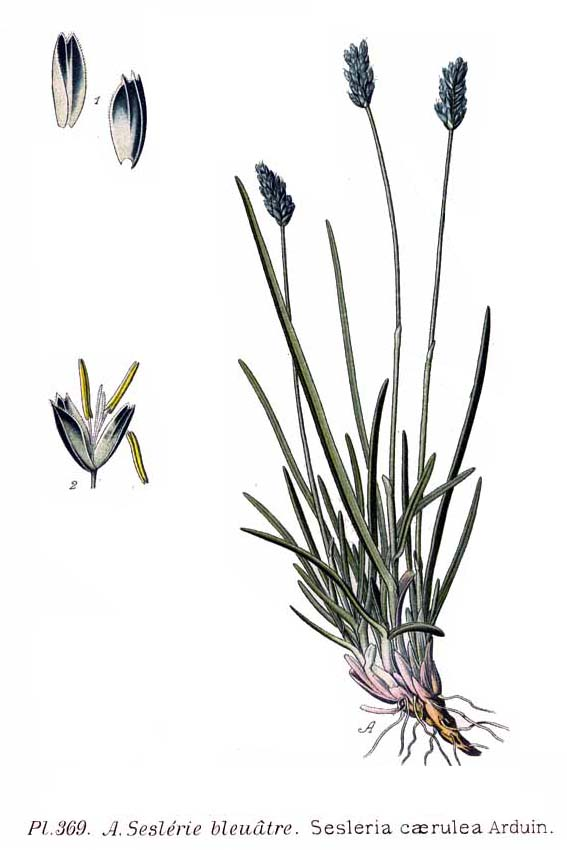